# Markus Hacksteiner
Markus Hacksteiner (* 18. November 1964 in Appenzell) ist ein ehemaliger Schweizer Mittel-, Hindernis- und Langstreckenläufer.
Bei den Leichtathletik-Europameisterschaften 1986 in Stuttgart und bei den Leichtathletik-Weltmeisterschaften 1987 in Rom schied er im Vorlauf über 1500 m aus. 1988 gewann er über 3000 m Silber bei den Leichtathletik-Halleneuropameisterschaften in Budapest und erreichte über 1500 m den Halbfinal bei den Olympischen Spielen in Seoul.
1990 wurde er Achter über 1500 m bei den Leichtathletik-Europameisterschaften in Split, und 1991 siegte er beim Zürcher Silvesterlauf. Bei den Olympischen Spielen 1992 in Barcelona kam er über 1500 m nicht über die erste Runde hinaus.
Bei den Crosslauf-Weltmeisterschaften kam er 1985 in Lissabon auf Platz 235, 1986 in Colombier auf Platz 138 und 1987 in Warschau auf den 214. Rang. 
Neunmal wurde er Schweizer Meister über 1500 m (1983, 1985, 1987, 1988, 1990–1993, 1998) und je einmal im Crosslauf (1987) und über 3000 m Hindernis (1994). In der Halle errang er 1988 über 1500 m und 1996 über 3000 m den nationalen Titel.
Markus Hacksteiner startete für den TV Windisch.

## Persönliche Bestzeiten
- 800 m: 1:46,26 min, 29. August 1987, Yverdon
- 1000 m: 2:19,70 min, 20. August 1986, Bern
- 1500 m: 3:34,11 min, 13. August 1987, Koblenz
  - Halle: 3:43,19 min, 21. Februar 1988, Magglingen
- 1 Meile: 3:55,67 min, 2. Juli 1987, Helsinki
- 3000 m: 7:51,49 min, 2. September 1986, Lausanne
  - Halle: 7:50,57 min, 31. Januar 1999, Stuttgart
- 5000 m: 13:46,94 min, 15. September 1987, Lausanne
- 3000 m Hindernis: 8:25,33 min, 29. Juni 1994, Luzern